# Cucurbitacina

Cucubita-5

Cucurbitacina és qualsevol classe de compostos bioquímics d'algunes plantes, especialment de la família de les cucurbitàcies, que en elles tenen la funció de defensa contra herbívors. Químicament estan classificades com esteroids derivats de la cucurbitana, un triterpè.
Les cucurbitacines són generalment citotòxiques i verinoses per alguns animals i de gust molt amargant pels humans, Es troben en diferents famílies de plantes incloent Brassicaceae, Scrophulariaceae, Begoniaceae, Elaeocarpaceae, Datiscaceae, Desfontainiaceae, Polemoniaceae, Primulaceae, Rubiaceae, Sterculiaceae, Rosaceae, i Thymelaeaceae, en alguns bolets incloent-hi els gèneres Russula i Hebeloma i fins i tot en alguns mol·luscs marins.
Entre les variants hi ha les cucurbitacines de l'A a la T.

## Usos
Algunes cucurbitacines tenen efecte un efecte catàrtic (purgant)
Eltres cucurbitacines i els seus derivats són també citotòxiques. El compost cucurbitacina E és particularment citotòxic; en una concentració de 4,5×10−7μg/ml destruirà la meitat de les cèl·lules canceroses presents.